# أوغاي موري
أوغاي موري (باليابانية: 森 鷗外) هو طبيب عسكري ومترجم وروائي وشاعر ياباني. ولد يوم 17 شباط 1862 وتوفي يوم 8 تموز 1922 في الستين من عمره. ورث مهنة آبائه وأجداده الذين كانوا أطباء عظاماً لقادة الساموراي، ودرس الطب في جامعة طوكيو الإمبراطورية. بعد تخرجه التحق بالجيش الإمبراطوري الياباني كطبيب وأُرسل إلى ألمانيا للتعمق في دراسة الطب أربع سنوات من العام 1884 إلى 1888. بعد عودته كتب أول روايته وهي «أميرة الرقص» عن فتاة ألمانية تعرف عليها في أثناء وجوده في ألمانيا. استمر في عمله في الجيش الإمبراطوري حتى وصل إلى منصب القائد الأعلى لأطباء الجيش، وفي الوقت نفسه ظل يقوم بكتابة الروايات والأعمال الأدبية، إضافة إلى قيامه بترجمة عدد كبير من الأعمال الأدبية الغربية إلى اللغة اليابانية، مثل أعمال ريلكه وإدغار ألان بو وبتروفيتش وليو تولستوي دوستويفسكي وغوستاف ويد وآخرين. ويذكر اسم أوغاي موري دائما كأحد الآباء المؤسسين للأدب الياباني الحديث.

## أعماله

### روايات
- الأوزة البرية (1911)
- عائلة أبه
- مراكب تاكاسيه
- شاب في مقتبل العمر

### قصص قصيرة
- طاجن لحم.[1]

## روابط خارجية
- أوغاي موري على موقع IMDb (الإنجليزية)
- أوغاي موري على موقع الموسوعة البريطانية (الإنجليزية)
- أوغاي موري على موقع ألو سيني (الفرنسية)
- أوغاي موري على موقع ميوزك برينز (الإنجليزية)
- أوغاي موري على موقع أول موفي (الإنجليزية)
- أوغاي موري على موقع قاعدة بيانات الفيلم (الإنجليزية)
- أوغاي موري على موقع كينوبويسك (الروسية)